# François Rauber
François Rauber (Neufchâteau, 19 gennaio 1933 – Parigi, 14 dicembre 2003) è stato un arrangiatore, compositore e direttore d'orchestra francese.

## Biografia
Rauber nacque a Neufchâteau, Vosges, studiò musica presso il Conservatorio di Nancy e presso il Conservatorio di Parigi.
Rauber fu il compositore della Marcia Napoleonica nel film francese Il colonnello Chabert di Yves Angelo.
Nel 1959 ha arrangiato e diretto l'orchestra nella composizione Ne me quitte pas  di Jacques Brel.
Nel 1979 Rauber fu premiato con il Gran Premio della Light Symphonic Music. Negli anni '80 e nei primi anni '90 lavorò ampiamente con il cantante portoghese Fernando Tordo. Nel 2003 fu premiato con il premio Chanson Française.